# كروان الماء نحيل المنقار
الكروان رفيع المنقار أو كروان الماء رفيع المنقار أو النَهَقة رفيعة المِنقار (الاسم العلمي: Numenius tenuirostris) طائر خواض من الفصيلة الشنقُبِيَّة أشارت تحاليل النظائر إلى أن مُعظم الجمهرة السابقة كانت تُفرخ في السهوب الكازاخستانية إضافةً لتوثيق من مُستنقعات سيبيريا، وكانت مُهاجرةً حيث كانت في ما مضى تشتو في الموائل عذبة المياه الضحلة حول حوض البحر الأبيض المتوسط. كان هذا النوع نادرًا دومًا ويُخشى من أنه انقرض فعلًا بعد آخر مُشاهدة سنة 2001.

## الوصف

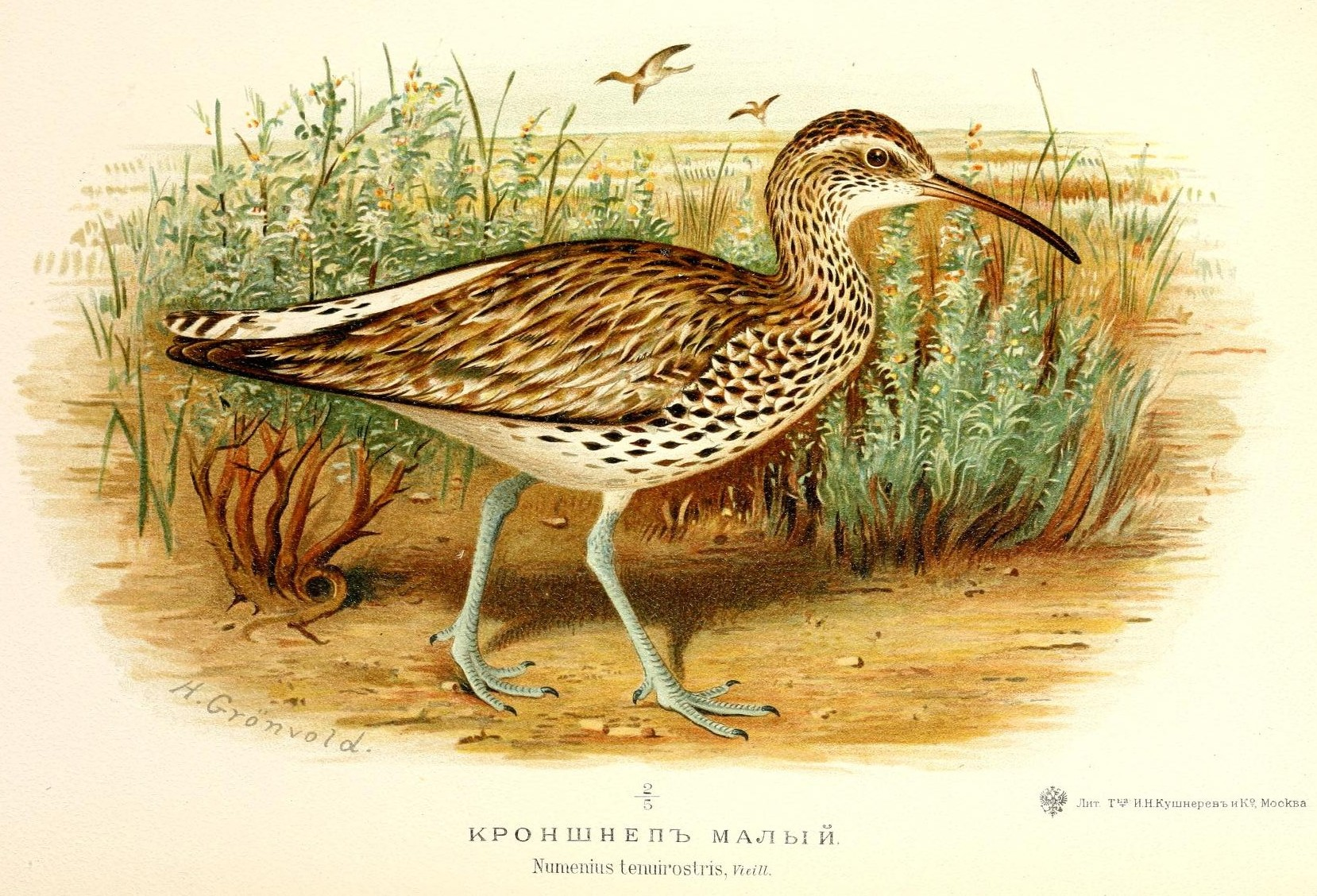
رسم توضيحي لهنريك جرونفولد

الكروان رفيع المنقار كروان صغير القد، حيث يُراوح طوله بين 36 و41 سم، وباع جناحيه بين 77 و88 سم ووزنه من 255 و360 غم. لذلك فإن حجمه يُقارب حجم الفيُّوب الأوراسي، ولكنه أشبه بالكروان الأوراسي من حيث كِسوته. كِسوة البالغين في موسم التفريخ تكون بُنيَّةً ضاربةً للرمادي من الجزء العُلوي، مع عجُزٍ وأسفل ظهرٍ أبيضين. الجزء السُفلي أبيض، ومخطط بكثافة بالبُنيً الأدكن. للجوانب بُقع دائرية أو قلبيّة. كِسوة الشتاء مشابهة، ولكن بقعها أقل في الجانبين. تتشابه الذكور والإناث في اللون، ولكن منقار الإناث أطول من الذكور، وهو تكيف يقضي على المنافسة المباشرة على الغذاء بين الجنسين. كِسوة اليافعين تُشبه إلى حد كبير كِسوة البالغين، ولكن الجانبين يتميزان بخطوط بنية، والبقع على شكل قلب لا تظهر إلا في نهاية شتائها الأول.
الكروان رفيع المنقار أكثر بياضًا على الصدر والذيل وأسفل الجناح مقارنة بالكروان الأوراسي، والمنقار أقصر وأكثر نحافة وأكثر استقامة عند القاعدة. البقع الجانبية على شكل رأس السهم في طائر الكروان الأوراسي تختلف أيضًا عن البقع المستديرة أو القلبيّة عند الكراوين رفيعة المنقار البالغة. نمط الرأس، ذو القلنسوة الدكناء والحاجب الأبيض، يذكرنا بالفيوب، ولكن هذا النوع لديه شريط في مركز القُنة أيضًا وهذا النمط أكثر بروزًا في العموم؛ سيكون من الصعب تحديد نمط الكروان رفيع المنقار في الميدان.
يُظهر هذا النوع بياضًا أكثر من غيره من الكراوين المائية؛ ومع ذلك، يُتأكد من اللون الأبيض الموجود أسفل الجناح كثيرًا بصفته معيارًا تعريفيًا ذي صلة إلى جانب العلامات المميزة لجوانب البالغين (وهو أمر غير مفيد مع الفراخ والطيور في السنة الأولى قبل تغيير ريشها).

### الصوت
إن صوته مشابه لصوت الكروان الأوراسي، ولكنه أعلى درجة، وأكثر تلحينا، وأقصر.

## الانتشار
كان يُعرف أن الكروان رفيع المنقار يُفرخ في منطقة صغيرة شمال أومسك في روسيا فقط، في المدة بين عامي 1909 و1925. وكانت أسرابه تُهاجر في الغالب إلى شمال إفريقيا وكذلك جنوب شبه الجزيرة العربية، مع توثيقات في المناطق الشمالية من الخليج العربي، في الكويت والعراق. كان للطائر سجلات تاريخية في أماكن أخرى، كما هو الحال في قاموس علم الطيور في جبل طارق، الذي كتب عام 1895، حيث يُشير إلى أن الكروان رفيع المنقار وُّثق مهاجرًا عابرًا في مالقة بإسبانيا.

### التحركات
تنطلق الهجرة من الجنوب الغربي إلى الغرب الغربي نحو البحر الأبيض المتوسط، وتنتهي أساسًا في الواجهة الأطلسية للمغرب وتونس، ولكن ربما كانت تشتو أيضًا بأعداد ضئيلة في هولندا (خاصة في منطقة زويدرزي) وأساسًا عبر تركمانستان وسهول بحر قزوين وأوكرانيا وبلغاريا (حيث كان يوثق أكثر في الربيع، 20 مارس - 18 مايو، مقابل الخريف، 19 سبتمبر - 9 نوفمبر)، رومانيا ويوغوسلافيا السابقة وجنوب المجر واليونان وإيطاليا. قد يؤدي طريق هجرة ثانٍ من مناطق التعشيش إلى الشرق الأوسط، حيث كانت هذه الطيور تشتو في العراق وأفادت التقارير أيضًا بتوثيقها في إيران والمملكة العربية السعودية وعمان واليمن، مع وجود توثيقات غير مؤكدة أبعد من ذلك ناحية الشرق، في ساحل باكستان وشمال غرب الهند. ومع ذلك، فإن العديد من التوثيقات المنشورة من الشرق الأوسط، وخاصة تلك الواردة من إيران وتركيا، وكذلك اليونان المجاورة، إما أنها خاطئة بلا شك أو على الأقل قد لا تنجو من مستويات التدقيق الحديثة. التوثيقات من المغرب كانت أساسًا من نوفمبر إلى مارس، ولكن الطيور الأولى كانت تصل عادةً في أواخر أغسطس/أوائل سبتمبر (في أواخر يوليو استثنائيًا)، مع مغادرة آخر طائر في منتصف مايو. كان يُعد مهاجرًا غير مُنتظم سابقًا في شمال شرق إفريقيا من أواخر يوليو إلى أغسطس ومن أبريل إلى مايو. الوضع في تركيا غير مؤكد، حيث نُسبت بعض توثيقات للنُوَيعة الشرقية من الكروان الأوراسي (Numenius arquata orientalis) خطأً إلى هذا النوع، بينما عوملت السجلات الأخرى التي لم تُدرج مطلقًا بأنها محددة لاحقًا بأنها خاطئة على هذا النحو؛ توجد ستة عينات لطيور أُطلقت النار عليها في منطقة إسطنبول بين منتصف القرن التاسع عشر وربما أوائل القرن العشرين. الوضع في أذربيجان غير مؤكد أيضًا؛ سجل محدد لطيور أطلقت النار عليها في أغسطس 1988، وقيل إن هذا النوع يمر بانتظام بأعداد صغيرة جدًا، ولكن لا توجد سجلات موثقة في أي مكان في وسط آسيا منذ عام 1980 وأُعيد تقييم العديد من السجلات القديمة مؤخرًا واعتبرت غير مقبولة، وخاصة من كازاخستان.
وُثّقت الطيور الشاردة جنونيًا، في أماكن بعيدة مثل جزر الأزور (مارس 1979، يناير 1981)، وكندا (نحو عام 1925) واليابان (في عام 1913 أو قبله، في هونشو)، ولكن ثبت أن بعض هذه التوثيقات خاطئة (على سبيل المثال في جمهورية التشيك وميانمار وسيشل) والبعض الآخر غير مؤكد (جيبوتي، وحوض تشاد).

## الموئل
كان هذا النوع يُفرخ في المَخثات الواسعة ذات أشجار الصفصاف الصغيرة والبتولا، في موائل الانتقال من المخثة إلى الغابة، باستخدام الجزر الصغيرة الجافة في الأهوار الكبيرة. أثناء الهجرة، كان يُعثر عليه في البحيرات الساحلية والأهوار المالحة المجاورة، ومصبات الأنهار، والبحيرات الغازية أو المالحة الداخلية أو بِرك السمك الجافة في المناطق السهبية. كانت تشتو هذه الطيور في الخلجان الساحلية والبحيرات الساحلية مع أهوار مالحة وأهوار داخلية مؤقتة. يبدو أن عددًا قليلًا من الطيور التي رُصدت في المغرب تُفضل موائلًا رطبة متنوعة، حيث شوهدت على الشواطئ البحرية، وفي البحيرات الساحلية قليلة الملوحة والمالحة ومصبات الأنهار، وفي البحيرات المؤقتة والدائمة ذات الأهوار المجاورة، وعلى السهول الطينية، وفي الأراضي العشبية الرملية والحقول الصالحة للزراعة.

## السلوك

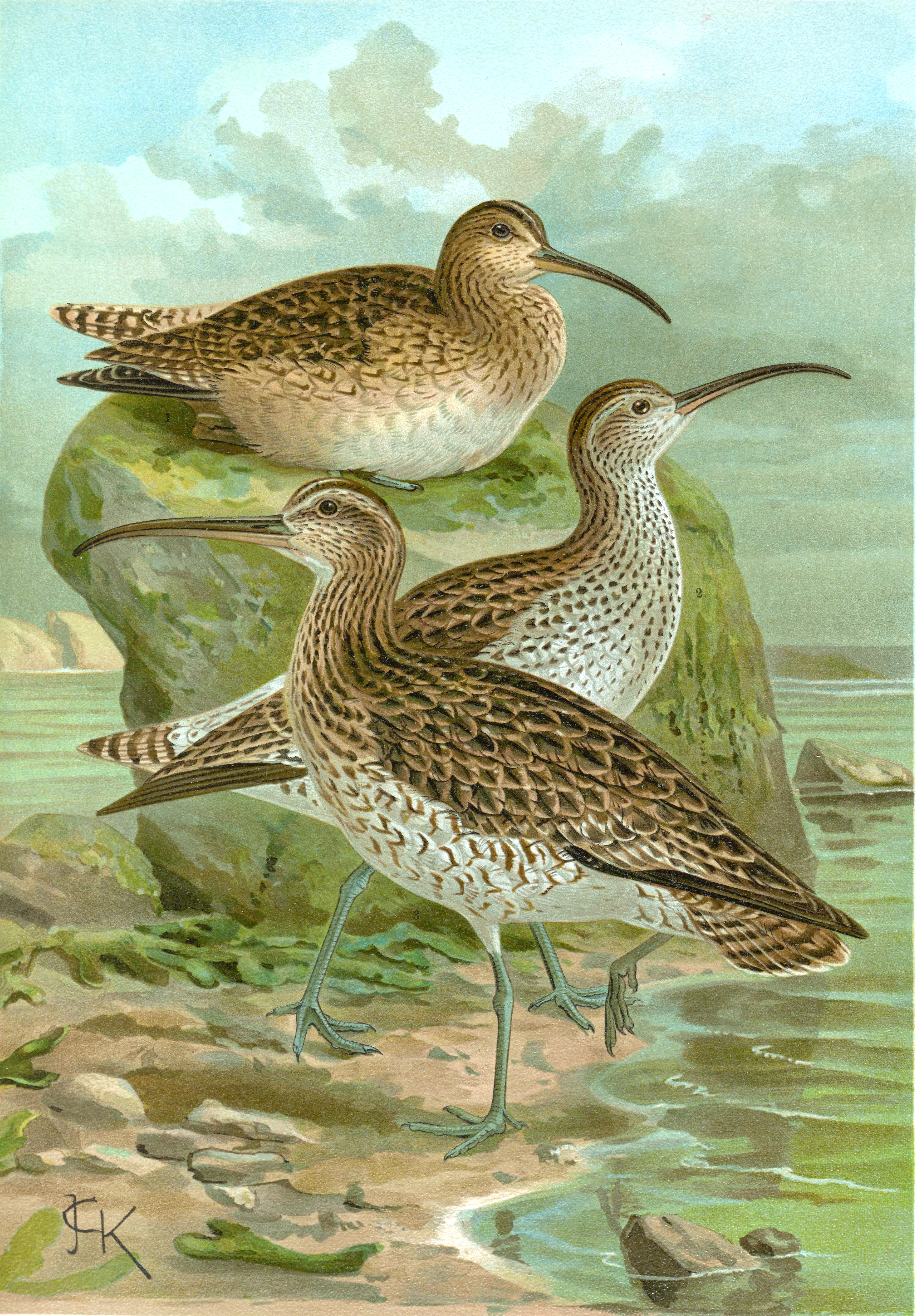
الكروان رفيع المنقار (في الوسط) بين كروانين الأوراسيين

### الغذاء
خارج موسم التفريخ، يتغذى الكروان رفيع المنقار على الحلقيات والرخويات والحلازين والقشريات والحشرات الصغيرة، مثل الجراد وأبي مقص والخنافس. يسبر الطين والتربة الناعمة بمنقاره أو يلتقط الغذاء من على السطح وقد شوهد وهو يلتقط الحشرات من الشجيرات الصغيرة. شتاءً في المغرب، لوحظ أن الطيور تتغذى لمدة تُراوح من ساعتين  إلى أربع بعد الفجر، ثم تنام في بحيرة ساحلية، قبل أن تبحث عن الغذاء مرة أخرى من منتصف ما بعد الظهر حتى يقترب الغسق، لتذهب للراحة والنوم مرة أخرى في البحيرة.

### التفريخ
لا يُعرف الكثير عن هذا النوع فيما يخص التعشيش. عُثر على بيضه في شهر مايو، وقيل أن هذا النوع لا يصل إلى مناطق التعشيش قبل 10 مايو؛ ويبدو أنه قد يعشش في مستعمرات صغيرة، في أعشاش متباعدة بمسافة 2 إلى 3 أمتار، ومسافة من 10 إلى 15 مترًا. يعشش في المناطق الجافة طويلة النبات داخل المخثات، ويُبنى العش من العشب الجاف ويوضع في تجاويف ضحلة. أربع بيضات (الأشكال المختلفة مجهولة)، لونها زيتوني غامق أو أخضر مصفر، مع علامات بنية داكنة أو بنية حمراء. بُلغ عن أحجام متفاوتة للبيض على أنه نحو 52.5-54.5 ملم على 38-40.1 ملم و64-65.6 ملم على 45-47.1 ملم. البيانات الأخرى قليلة، ولكن يُقال أن الفراخ تتريش في أوائل يوليو ويُعتقد أن الطيور من هذا النوع تغادر مناطق التعشيش في النصف الثاني من أغسطس.

## حالة الحفظ

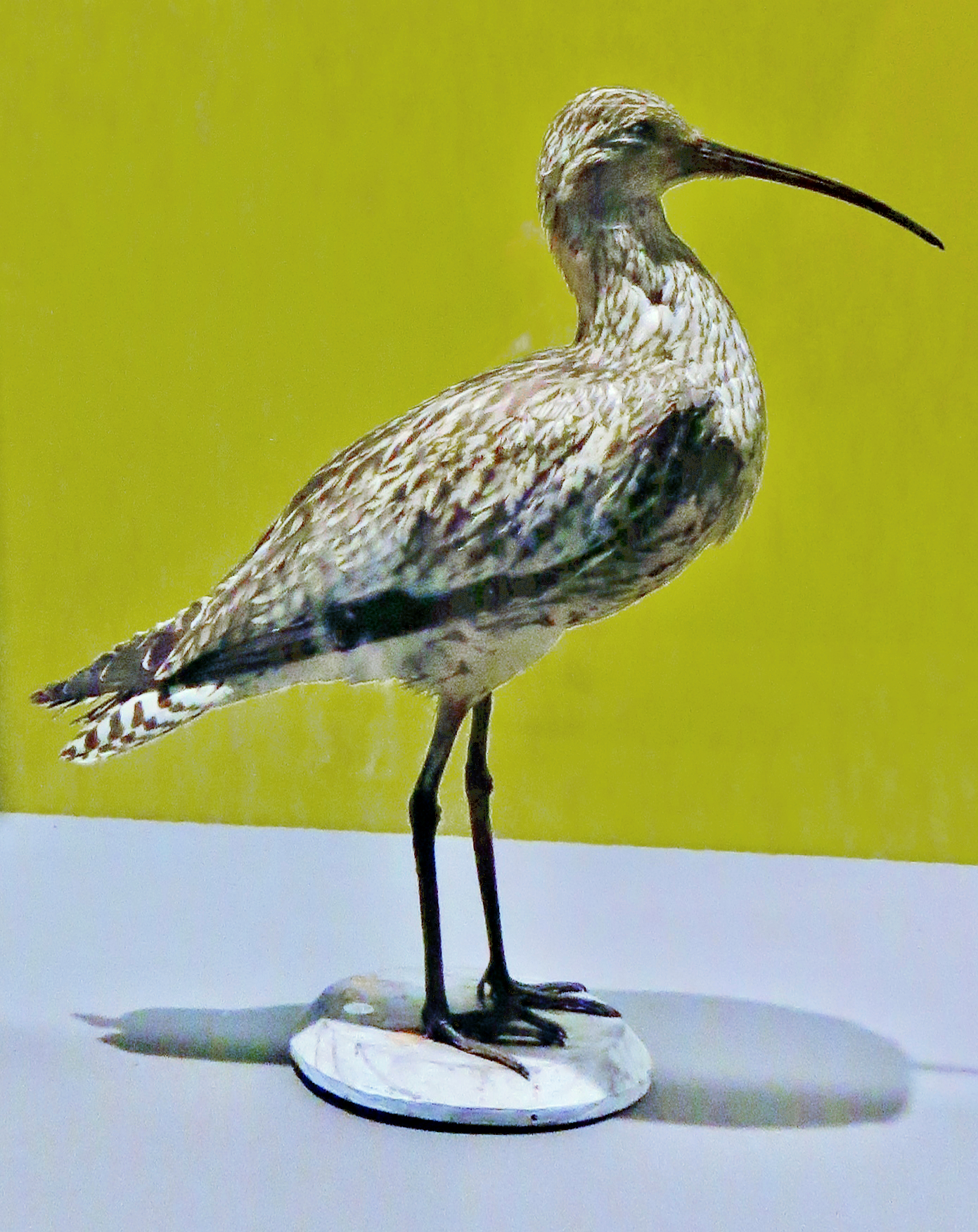
عينة

يُصنف الاتحاد الدولي لحفظ الطبيعة هذا النوع بأنه مُهدد بخطر الانقراض الأقصى. لم يجر توثيق تعشيشه إلا في منطقة تارا شمال أومسك في جنوب غرب سيبيريا (مع وجود إدعاء بتعشيشه في إيران أيضًا)، ولكن لم يُرصد تعشيشه منذ عام 1925 وكان من المعروف هذا النوع كان في انخفاض بالفعل حول أومسك بحلول العقد الأول من القرن العشرين. حتى أوائل تسعينيات القرن التاسع عشر ربما كانت أعداده وفيرة جدًا في مناطق التشتية في المغرب والجزائر وتونس، ولكن منذ ذلك الحين انخفضت أعداده انخفاضًا كبيرًا وأصبح النوع مُهددًا تهديدًا خطيرًا. كانت المرجة الزرقاء، شمال غرب المغرب، هو الموقع الوحيد المستخدم بانتظام للتشتية، ولكن لم يُرصد أي طائر منذ عام 1995 (وربما عام 1998)، بينما من غرب سيبيريا توثيق لطائر شوهد فقط أثناء الطيران في يوليو 1996. في عام 1964، أُحصي ما يصل إلى 500-800 طائر في جنوب غرب المغرب. خلال الفترة المُمتدة بين 1980 و1990، كان على مستوى العالم 103 توثيقٌ فقط، شملت 316-326 طائرًا، وفي الفترة المُمتدة 1990 و1999، انخفض إلى 74 توثيقًا شملت 148-152 طائرًا. بين عامي 1980 و1995، أجري نحو 25% من التوثيقات العالمية في اليونان، منها 80% في موقعين هما دلتا إيفروس وبورتو لاجوس، ولكن اقترح البعض أنه يجب إعادة تقييم بعض هذه السجلات نقديًا على الأقل، نظرًا لعدم وجود توثيق بالصور للعديد من هذه المشاهدات وندرة التوثيقات في نفس الفترة في أماكن أخرى ضمن النطاق المعروف لهذا النوع والتي تشمل أسرابًا ضخمة كما هو الحال في اليونان. وبالتالي، ربما كان الجدول الزمني للانقراض أبكر بكثير مما كان مُتصَورًا عادةً (لم يُدرج النوع في قائمة الطيور المهددة عالميًا إلا في ثمانينيات القرن العشرين).
ومع من وجود تقارير من بلغاريا وأوكرانيا وأوزبكستان عن مجموعات أكبر، إلا أن جميع المشاهدات الحديثة تقريبًا في النطاقات خارج مناطق التعشيش بأكملها عادةً ما تشمل طائرًا إلى خمس طيور فقط؛ في جنوب إيطاليا، أُبلغ عن نحو 20 طائرًا في يناير ومارس 1995؛ وتوثيق مفاجئ لخمسين طائرًا من إيران في عام 1994، لكن هذا التوثيق عمومًا غير مقبول. آخر توثيق مقبول وطنيًا هو من المجر في أبريل 2001، لكن التوثيق البريطاني من مايو 1998، والذي قُبل في الأصل، مرفوض الآن. قُدر عدد الجمهرة بنحو 50-270 طائرًا في عام 1994، لكن الندرة الشديدة للسجلات المؤكدة الأخيرة تشير إلى أنه الآن أقل من 50 طائرًا. وكانت التكهنات بأن النوع قد انقرض بالفعل كثيرة.
أُنشئت مجموعة عمل للكروان رفيع المنقار في عام 1997 وأعيد تنشيطها في ديسمبر 2008؛ والهدف الرئيسي منها هو العثور على أي أفراد على قيد الحياة وحمايتهم وموائلهم، وإذا عُثر على طائر، فيجب تزويده بجهاز إرسال عبر الأقمار الصناعية، في محاولة لإعادة اكتشاف مناطق التعشيش لهذا النوع. ومع ذلك، فشلت المسوحات المستهدفة (على سبيل المثال في إيران، وكازاخستان، والمملكة العربية السعودية، وتونس)، التي نظمتها مجموعة العمل، في العثور على أي دليل على نجاة أي فرد.
اعتاد الطيور من هذا النوع على الوجود في السهوب، وقد يكون انخفاض أعدادها بسبب التقلص المهول لهذا الموطن؛ كما أن الصيد، وخاصة أثناء الهجرة، وجفاف مناطقها ربما كانا من العوامل المهمة. وقد يؤدي انهيار أنماط السلوك الاجتماعي لهذا النوع الذي كان يُهاجر سابقًا في أسراب كبيرة إلى تقييد تعافي أعداده. وقد اقترح مؤخرًا أن مناطق التفريخ الرئيسية لم تكن تقع في غرب سيبيريا بل في منطقة السهوب، التي استصلحت لتحويلها لأراضي زراعية على نطاق واسع، وبالتالي ربما يفسر هذا الانخفاض الحاد والسريع للكروان رفيع المنقار. وقد اقترح أن المنطقة الشمالية من بحر قزوين، بين نهر الفولغا الجنوبي وجبال الأورال الجنوبية، موقعًا مُحتملًا للتفريخ.